# Jayne (cantora)
Jayne Gomes Molina (Paranapuã, 20 de setembro de 1969) é uma cantora de música country brasileira.
É conhecida como "A Rainha dos Rodeios", por se apresentar montada em um cavalo branco adestrado em aberturas de rodeios.
Alguns de seus sucessos são "O Mississipi", "Preciso Ser Amada", "Você Vai Ver", "Amigos para Sempre" e "Rainha do Rodeio".

## Carreira
Aos 6 anos Jayne já cantava em eventos da sua cidade natal. Jayne estudou Economia e trabalhou na área financeira. Também trabalhou na aviação onde, como aeromoça, completou quase 8 mil horas de voo.
Lançou seu álbum de estreia em 1989.
Em 1990 recebeu o prêmio de Revelação Feminina (categorial regional) no Prêmio da Música Brasileira.
"Você vai ver" foi gravada por Jayne em 1993, porém o single ficou conhecida também pela regravação da música pela dupla Zezé Di Camargo & Luciano no ano seguinte.
Em 2021, lançou a sua biografia "Jayne: Estrada da Esperança", pela Editora Autografia, escrita pelo jornalista Thiago Simão.

## Discografia
- 1989 - Jayne - Copacabana
- 1991 - Jayne - Chantecler
- 1993 - Jayne - Chantecler
- 1995 - Vol. 3 - Chantecler
- 1996 - Jayne ´A Solidão` - Paradoxx Music
- 1997 - Jayne - Paradoxx Music
- 1999 - Conta Comigo - Paradoxx Music
- 2001 - Ao Vivo - Paradoxx Music
- 2004 - Recomeçar - Atração Fonográfica
- 2009 - Mulher - Independente
- 2012 - A Volta - Independente
- 2013 - Coração Sertanejo - Atração Fonográfica
- 2014 - Amigos para Sempre (Ao Vivo) - Pedágio Brasil
- 2016 - Me Liga, Beijo Tchau - Pedágio Brasil
- 2018 - Encontros - Pedágio Brasil
- 2019 - Acústico 30 Anos - Pedágio Brasil
- 2020 - Minhas Versões - Pedágio Brasil

## Prêmios
Prêmio da Música Brasileira
| Ano  | Indicação | Prêmio                                  | Resultado |
| ---- | --------- | --------------------------------------- | --------- |
| 1990 | Jayne     | Categoria Regional - Revelação feminina | Venceu    |